# 原昌
原 昌（はら しょう、1931年1月3日 - ）は、日本の児童文学研究者、翻訳家、中京大学名誉教授。

## 来歴
名古屋市生まれ。本名・昌一。南山大学文学部英文科卒、市邨学園短期大学（現・名古屋経済大学短期大学部）教授、1980年中京大学文学部教授、2002年名誉教授。台湾国立成功大学客員教授。日本イギリス児童文学会会長、日本児童文学学会会長を務めた。1974年新美南吉文学賞を『児童文学の笑い』で受賞。2004年児童文化功労者褒章。

## 著書
- 『児童文学の笑い ナンセンス・ヒューモア・サタイア』（牧書店） 1974
- 『児童文学へのいざない 児童文学ハンドブック』（建帛社） 1989
- 『比較児童文学論』（大日本図書、叢書=児童文学への招待） 1991

### 共著編
- 『児童文学概論』（福田清人共著、建帛社） 1971
- 『児童文学概論』新版（浜野卓也共著、樹村房） 1988
- 『児童文化』（赤座憲久共編、福村出版、保育叢書） 1982
- 『児童文化概論』新訂（編著、建帛社） 1986
- 『児童文化』（片岡輝共編著、建帛社） 2004

### 翻訳
- 『ぼくたちは幸福だった ミルン自伝』（アラン・アレクサンダー・ミルン、梅沢時子共訳、研究社出版） 1975
- 『どろぼうとおんどりこぞう』（ナニー・ホグロギアン、アリス館牧新社） 1976
- 『もりのえんそうかい』（マイケル・ブロック文、パスケール・オーラマンド絵、アリス館牧新社） 1976
- 『るすばんをしたオルリック』（デイビッド・マッキー、アリス館牧新社） 1976
- 『ふしぎの国のアリス』（ルイス・キャロル、国土社版 世界の名作） 1977
- 『いまはだめ』（デイビッド・マッキー、アリス館） 1983
- 『どれがぼくのおうちになるのかな?』（ロン・マリス、アリス館） 1983
- 『じろりじろり どうしてけんかになるの?』（デイビッド・マッキー、アリス館）　1986
- 『どこにいくの、くまくん』（ロン・マリス、アリス館）　1986